# 南博 (外交官)

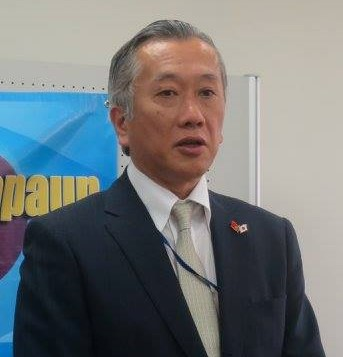
2017年

南 博（みなみ ひろし、1959年5月1日 - ）は、日本の外交官。国際連合日本政府代表部特命全権公使、駐東ティモール特命全権大使を経て、駐オランダ特命全権大使。

## 経歴・人物
東京都出身。1983年東京大学法学部第二類卒業、外務省入省。1986年ケンブリッジ大学経済学部卒業。1991年ケンブリッジ大学経済学修士。在中華人民共和国日本国大使館一等書記官、在英国日本国大使館一等書記官を経て、1998年外務事務次官秘書官。1999年外務大臣官房総務課首席事務官。
2001年外務省経済局サミット担当企画官。同年外務省欧州局西欧第二課長。2003年外務省国際社会協力部国連行政課長。2004年外務省国際社会協力部政策課長。2005年在ジュネーブ国際機関日本政府代表部公使（人権・人道担当）。2008年在ロシア日本国大使館公使（総括担当）。2010年内閣参事官（パッケージ型インフラ海外展開担当）。
2012年外務省国際協力局参事官（地球規模課題担当）、NGO担当大使。2014年外務省国際協力局審議官（地球規模課題担当）、NGO担当大使。同年国際連合日本政府代表部大使（次席常駐代表）。2016年国際連合日本政府代表部特命全権公使。2017年駐東ティモール特命全権大使。
2019年特命全権大使（広報外交担当）。2020年特命全権大使（広報外交担当兼国際貿易・経済担当）。2021年特命全権大使（広報外交担当兼国際貿易・経済担当、国際保健担当）兼内閣官房健康・医療戦略室次長、内閣府健康・医療戦略推進事務局健康・医療戦略ディレクター、内閣府グローバルヘルス戦略推進協議会グローバルヘルス戦略有識者タスクフォース構成員。2022年駐オランダ特命全権大使。

## 同期
- 相川一俊（23年EU大使・20年イラン大使）
- 相星孝一（21年韓国大使・18年イスラエル大使・14年ASEAN大使）
- 尾池厚之（23年ジュネーブ代表部大使・20年ユネスコ大使）
- 小笠原一郎（19年軍縮会議大使・16年マダガスカル大使）
- 奥山爾朗（22年ヨルダン大使）
- 片山和之（23年日本台湾交流協会台北事務所長・20年ペルー大使）
- 金杉憲治（23年中国大使）
- 杵渕正巳（22年ボスニアヘルツェゴビナ大使・20年東ティモール大使）
- 木村元（20年モザンビーク大使）
- 新美潤（22年OECD大使）
- 丸山則夫（22年アイルランド大使）
- 水内龍太（22年オーストリア大使・20年ザンビア大使）
- 水鳥真美（18年国連事務総長特別代表）
- 道上尚史（23年ブルガリア大使・21年ミクロネシア連邦大使）
- 宮原信孝（18年笹川平和財団研究員）
- 村林弘文（21年在ヒューストン日本国総領事）
- 森健良（21年外務事務次官）
- 山﨑和之（23年国連大使）
- 山田滝雄（20年ベトナム大使・17年ユネスコ大使・10年ASEAN大使）
- 山本広行（23年ベラルーシ大使・20年トルクメニスタン大使）
- 和田充広（21年パキスタン大使）